# Écaille
Cet article concerne les écailles des animaux. Pour celles des végétaux, voir Écaille (botanique). Pour les autres significations, voir Écaille (homonymie).

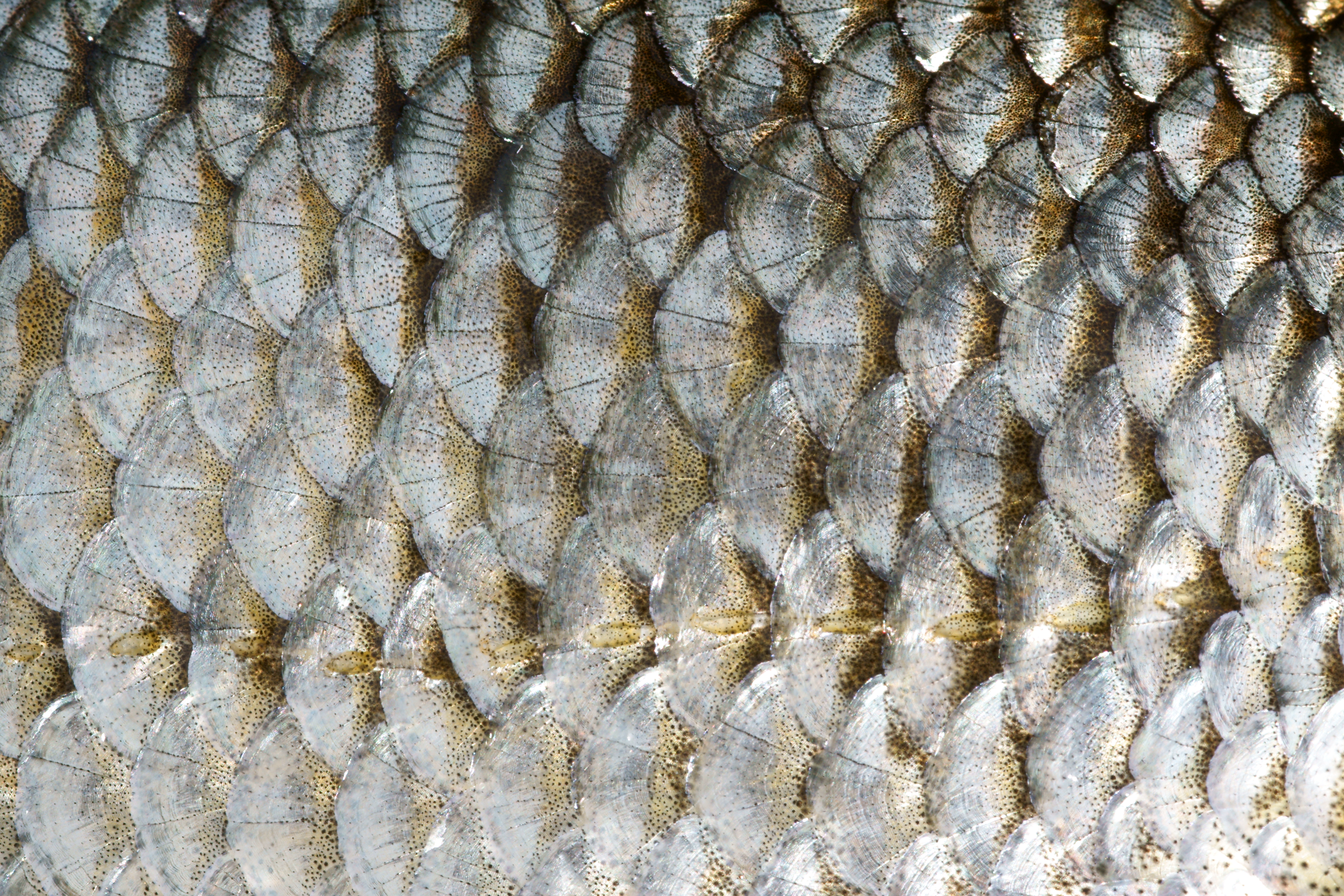
Gros plan sur les écailles d’un gardon.

En zoologie, une écaille est une petite plaque rigide qui émerge du derme d'un animal pour renforcer sa protection. On parle d'écailles chez des animaux aussi divers que la tortue, le lézard, le serpent, le poisson, le pangolin ou le papillon.

## Écailles de poissons

### Écailles cosmoïdes
Leur couche la plus interne est faite d'os lamellaire. Au-dessus, se trouve un os spongieux ou vasculaire ou une couche de cosmine (en), un matériau proche de la dentine. La partie externe de l'écaille est recouverte de kératine.

Ces écailles sont les plus primitives et ne se rencontrent que chez certains crossoptérygiens fossiles.

Le cœlacanthe dispose d'écailles d'un type très proche, plus fines et dépourvues de cosmine.

### Écailles placoïdes
Des écailles de structure comparable à celle des dents, constituées de dentine recouverte d'émail et nommées denticules, se rencontrent chez les chondrichtyens.
Les ostéichtyens peuvent aussi posséder des écailles placoïdes, croissant par adjonction de couches concentriques de cosmine et de kératine. Elles sont recouvertes d'un tégument transparent et lisse augmentant leur caractère hydrodynamique, et sont disposées de façon à se recouvrir partiellement, dans la direction allant de la tête à la queue de l'animal. Cette disposition, analogue à celle utilisée pour les tuiles des toits, permet de réduire la traînée de l'animal lors de la nage.
Comme les écailles cosmoïdes, les écailles placoïdes dérivent d'écailles initialement présentes chez des espèces fossiles du Paléozoïque : les ostracodermes et les placodermes. Leur couche basale est composée d'os lamellaire et, chez les chondrichtyens, a évolué pour donner les écailles placoïdes. La couche supérieure, composée de dentine et d'émail, a évolué pour donner les denticules chondrichtyennes.
Elles sont un sujet d'intérêt pour la biomimétique.

### Écailles ganoïdes
Les écailles ganoïdes se rencontrent chez les Lepisosteidae (famille des semionotiformes) et les Polypteridae. Les écailles ganoïdes sont similaires aux écailles cosmoïdes, mais une couche de ganoïne recouvre la cosmine sous l'émail. Ces écailles sont losangiques, brillantes et dures.

### Écailles leptoïdes ou élasmoïdes
Les écailles élasmoïdes se rencontrent chez les ostéichtyens. Elles se présentent sous deux formes, cténoïde et cycloïde.
- Les écailles cycloïdes ont un bord doux et se rencontrent plus fréquemment chez les espèces très anciennes comme le saumon ou la carpe.
- Les écailles cténoïdes sont hérissées de petites épines disposées en rangs sur le bord de l'écaille. Ces écailles se rencontrent plus fréquemment chez des espèces dérivées, comme dans le genre Pomoxis ou le rouget barbet (Mullus barbutus)

## Écailles des papillons

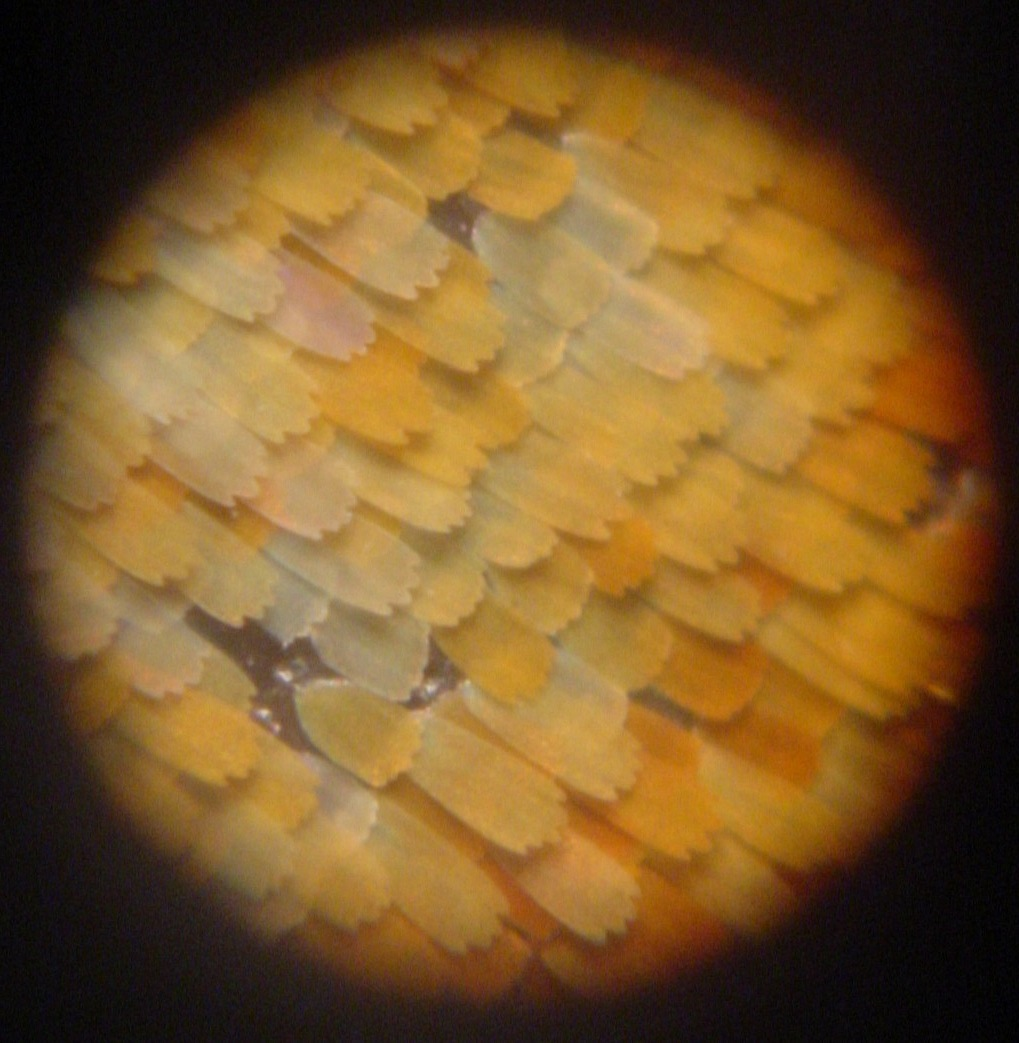
Gros plan sur une aile de papillon (microscopie)

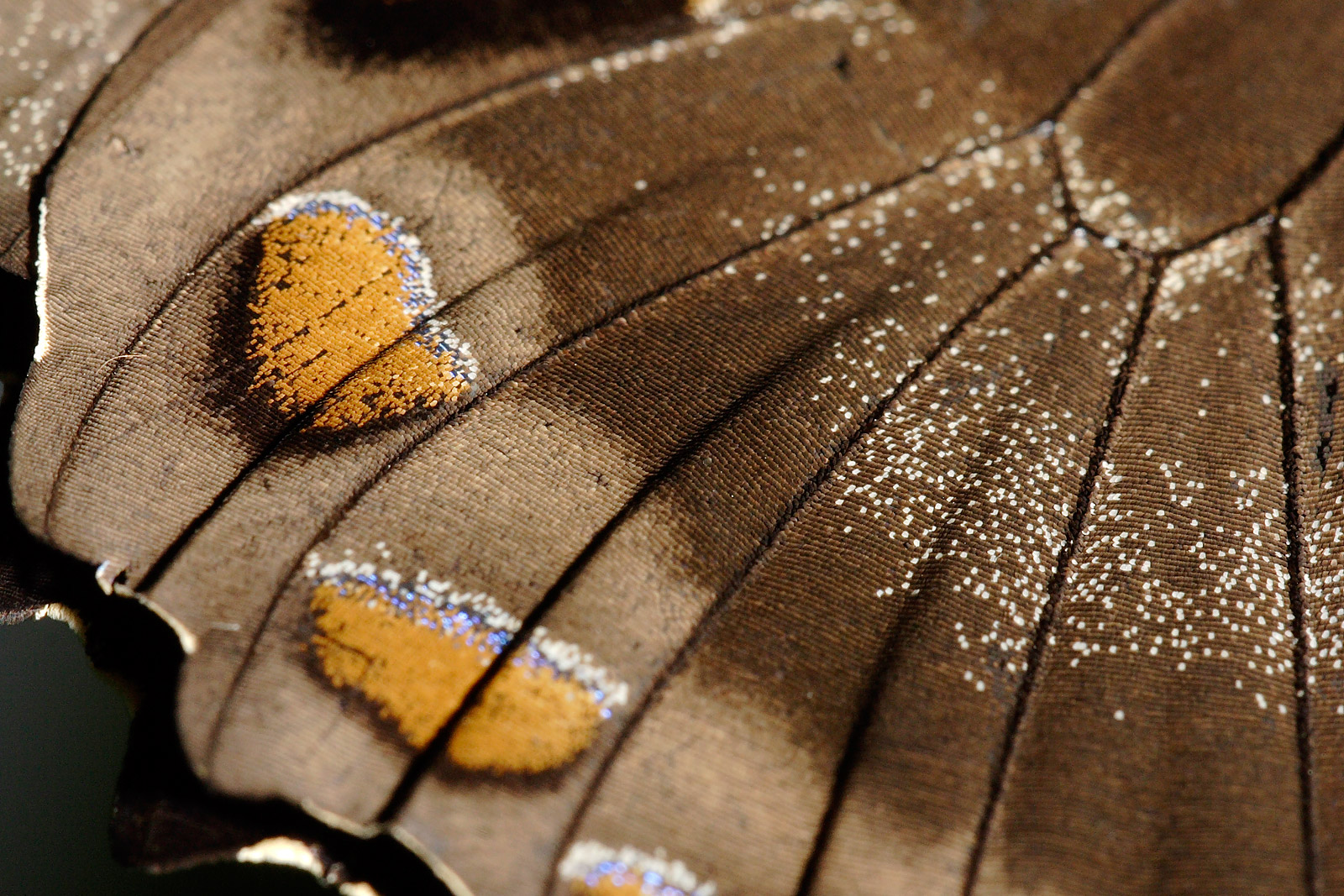
Écailles d'aile de papillon

Les papillons disposent d'ailes membraneuses recouvertes d'écailles poudreuses. Ces écailles sont des soies aplaties. L'épaisseur des soies étant proche de la longueur d'onde de la lumière visible, les ailes de nombreuses espèces diurnes apparaissent irisées en raison du phénomène d'interférences lumineuses.

La disposition des écailles, et leur structure moléculaire de surface sont très régulières et hiérarchisées aux échelles micro mais aussi nanométrique.
Elles ont des fonctions encore mal comprises qui peuvent être impliquées dans le contrôle du vol, et peut-être des fonctions complexes liées à la réflexion de la lumière qui pourraient être impliquées dans l’orientation des papillons, la communication entre papillons, ou leur camouflage pour certaines espèces. 
On les étudie pour éventuellement créer des produits bio-inspirés. Une étude a montré que la réponse optique des ailes de papillons Morpho sulkowskyi en présence de différentes sortes de vapeurs (eau, méthanol, trans-1,2-DCE) était optiquement largement plus précise et sensible que celle des capteurs optiques disponibles dans le domaine des nanotechnologies. Le spectre réfléchi par les écailles fournit des informations sur la nature et la teneur en vapeurs, permettant par exemple de différencier et identifier la présence d’eau, de méthanol, d'éthanol ou d’isomères de dichloroéthylène, avec une réponse sur toute la gamme spectrale à différentes longueurs d'onde. On ignore encore si l'œil et le cerveau du papillon, ou les antennes du papillon de nuit rétroagisent en fonction de la longueur d'onde réfléchie par les écailles, mais on sait que ces animaux sont sensibles à la lumière et d'ailleurs pour cette raison souvent victimes du phénomène dit de pollution lumineuse.

## Écailles cornées
Ce sont des phanères, constitués de kératine, et donc d'origine épidermique. Elles recouvre l'épiderme des reptiles, mais aussi les pattes des oiseaux, la queue de certains mammifères (marsupiaux, rongeurs, insectivores), voire leur dos et leurs flancs (tatous et pangolins).

### Écailles cornées de reptiles
Les écailles des reptiles se présentent sous trois formes :
- cycloïde
- granulaire ou carénée.

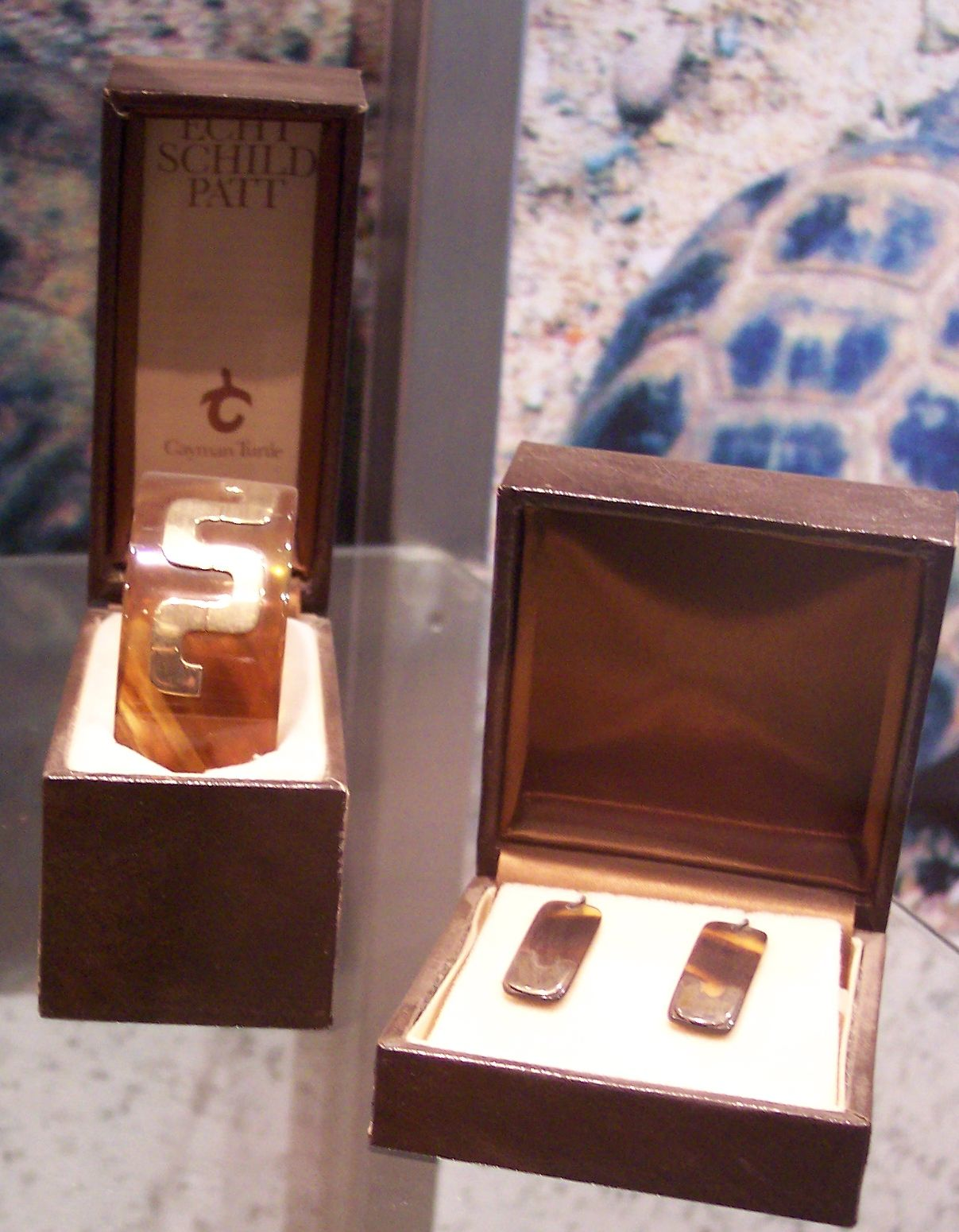
Objet en écaille.

Toutes les tortues de mer, excepté les tortues luth, possèdent des écailles. Elles sont fixées sur la peau et la carapace. Faciles à travailler, l'homme utilise les écailles de la carapace depuis des millénaires comme objet de parure notamment. Elles sont citées comme marchandise dans Le Périple de la mer Érythrée vers le Ier siècle. Les écailles de tortue imbriquée sont les plus prisées des écailles de tortue car elles sont les plus épaisses et les plus chatoyantes. Une seule tortue imbriquée produit entre 0,75 et 1,5 kg d'écaille avec un rendement moyen d’environ un kilogramme. Cette écaille présente des couleurs chaudes et, dans les mains d’artisans habiles, elle peut être soudée, moulée, découpée et sculptée. En raison des menaces qui pèsent sur les tortues marines, ce commerce est interdit dans de nombreux pays du monde.
Les Japonais qui restent les premiers amateurs, appellent les écailles de tortue bekko, les Chinois les nomment tai mei. Le prix actuel de certains objets en écaille en font l’un des produits d'animaux les plus précieux. L’industrie du bekko reste active mais, en principe, continue sur les stocks existants.

### Autres vertébrés
Les oiseaux ont également des écailles appelées scutelles, généralement sur leurs pattes. Les plumes sont envisagées comme dérivées des écailles.
Quelques mammifères ont des écailles, tels que le pangolin ou le tatou. Elles sont dérivées de poils.